# Дослід Ератосфена з вимірювання радіусу Землі
Дослід з вимірювання радіусу Землі був проведений грецьким інтелектуалом Ератосфеном у 240 році до н. е. Метод проведення досліду ґрунтувався на одночасному вимірюванні кута падіння сонячного проміння в Сієні (суч. Асуан на півдні Єгипту) і в Александрії, що лежать приблизно на одному меридіані, у момент літнього сонцестояння.

## Передумови

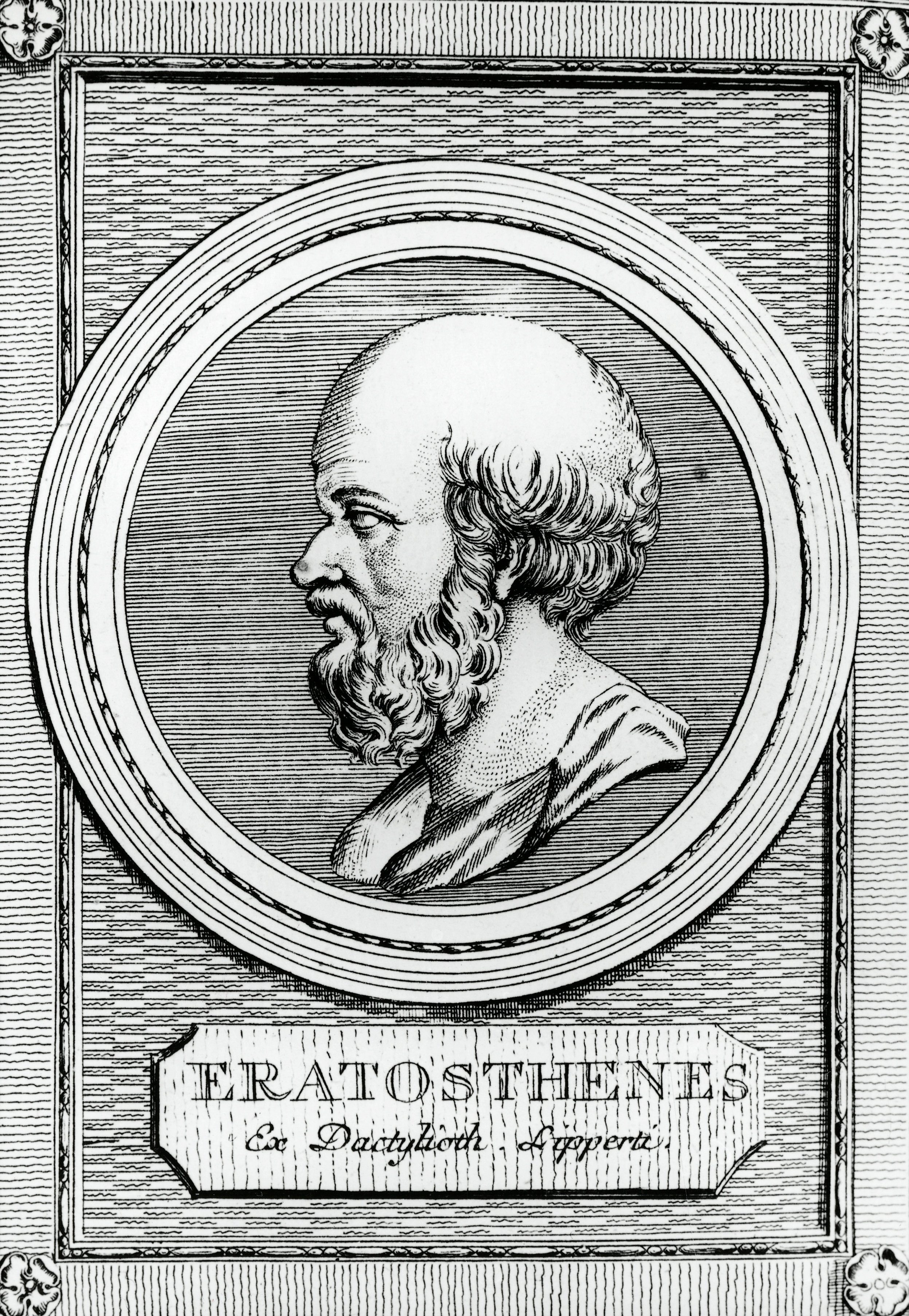
Ератосфен

Ератосфен був одним з найвидатніших учених свого часу, створював праці з астрономії, математики, географії, філософії та поезії. Близько 240 року до н. е. цар Александрії Птолемей III призначив Ератосфена головним бібліотекарем Александрійської бібліотеки. Ератосфен задумав скласти карту всього світу, але зрозумів, що для цього йому потрібно знати розміри Землі.
Дослідник дізнався від мандрівників про колодязь у Сієні (нині Асуан, Єгипет), дно якого освітлюється сонцем опівдні в день літнього сонцестояння щороку. Ератосфен зрозумів, що в цей час сонячне проміння падає перпендикулярно до поверхні Землі. Але в Александрії в той же час такого ефекту не спостерігалося.

## Проведення досліду

Схема досліду: Сонячні промені проходять паралельно радіусу, що проходить через точку S (Сієна) та різняться на кут φ з радіусом, що проходить через точку A (Александрія)

Ератосфен записав подробиці вимірювання Землі в рукописі, який зараз втрачено, але методика його виконання була описана іншими античними істориками та письменниками, такими, як Страбон.
Спершу Ератосфен виміряв під яким кутом падає тінь, відкинута вертикальною палицею опівдні в день літнього сонцестояння в Александрії. Він виявив, що кут становить приблизно 7,2 градуса, або приблизно 1/50 повного кола. В Сієні ж кут складав 0 градусів. З цього слідувало, що міста розташовані на випуклій поверхні Землі, а між радіусами, проведеними з центру планети до точок вимірювань, ті самі 7,2 градуса.
Далі Ератосфену потрібно було знати відстань між Сієною та Александрією. Оскільки каравани між ними рухалися не за прямими лініями, Ератосфен найняв бематистів, професійних геодезистів, навчених ходити рівними кроками. Вони виміряли, що Сієна знаходиться приблизно за 5 тис. стадіїв від Александрії. Ця відстань складала 1/50 від окружності Землі. Знаючи відстань між містами, Ератосфен помножив її на 50 і обрахував окружність Землі в 250 тис. стадіїв (38,6-46,7 тис. км). Маючи ці знання, можна було обрахувати радіус планети.
Визначити, наскільки оцінки Ератосфена близькі до реальності, важко, оскільки невідомо, яким саме стадієм він користувався. Але якщо припустити, що мова йде про грецький (178 метрів), то його радіус Землі складав 7082 км, якщо єгипетський, то 6287 км. Сучасні виміри дають для усередненого радіуса Землі величину 6371 км. Що робить вище описаний розрахунок видатним досягненням і першим досить точним розрахунком розмірів нашої планети.

## Подібні досліди
Через декілька десятиліть після вимірювань Ератосфена, Посідоній використовував зорю Канопус як джерело світла, а міста Родос і Александрію — як базову лінію. Але оскільки він мав неправильне значення відстані між Родосом і Александрією, то отримав окружність Землі в 28,9 тис. км. Але Клавдій Птолемей вказав саме це значення у своєму трактаті з географії у II ст. н. е.